# Manjeet Singh (wielrenner)
Manjeet Singh (12 oktober 1993) is een Indiaas wielrenner. In 2016 werd hij nationaal kampioen op de weg.

## Carrière
In 2013 nam Singh deel aan de wegrit tijdens de Gemenebestspelen, deze reed hij echter niet uit. Drie jaar later won hij met Arvind Panwar, Deepak Kumar en Manohar Bishnoi de gouden medaille op het onderdeel ploegentijdrijden op de Zuid-Aziatische Spelen. In de individuele tijdrit pakte hij achter Panwar zilver. Datzelfde jaar werd Singh nationaal kampioen op de weg door in Sabarimala Atul Kumar en Arvind Panwar naar de dichtste ereplaatsen te verwijzen.

## Overwinningen
2014
 Zuid-Aziatische Spelen, Ploegentijdrit
2016
Indiaas kampioen op de weg, Elite